# Adolf Thiem

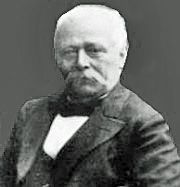
Adolf Thiem (um 1900)

Adolf Thiem (* 21. Februar 1836 in Liegnitz; † 2. Mai 1908 in Leipzig) war ein deutscher Hydrologe und Wasserbau-Ingenieur, der als Begründer der wissenschaftlichen Grundwasserforschung gilt.

## Leben

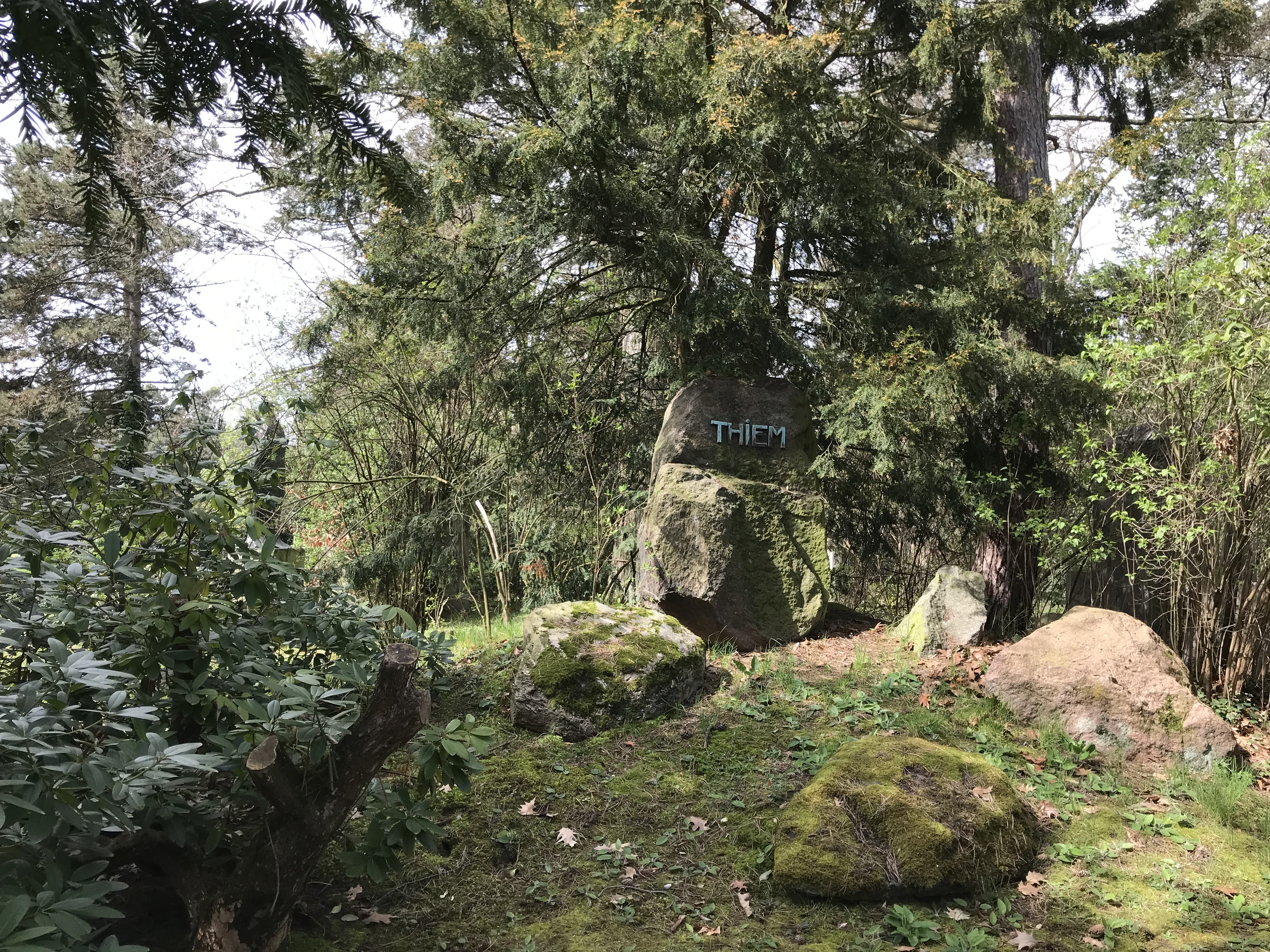
Grabstätte Adolf und Günther Thiem, Leipziger Südfriedhof, Abt. II

Thiem besuchte die Realschule in Liegnitz und begann danach, als Autodidakt das Gas- und Wasserfach zu erlernen. Wenn auch damals der Begriff der Hydrologie noch nicht in Gebrauch war, schuf Adolf Thiem wissenschaftliche Grundlagen für dieses Fachgebiet, insbesondere für die Grundwassererschließung. Er erstellte 1878 mit der Leipziger Grundwasserkarte die zweite hydrologische Karte der Welt.
Adolf Thiem war Leiter verschiedener Einrichtungen, wie des Liegnitzer Gaswerks, und Initiator seinerzeit hochmoderner Wasserversorgungs-Anlagen wie des Wasserwerks der Stadt Leipzig in Naunhof.
Von Idealismus geprägt und der Forschung verpflichtet, verzichtete Thiem durchweg auf eine Anmeldung seiner Erfindungen zum Patent. Er wurde 1886 in Anerkennung seiner Verdienste zum (königlich sächsischen) Baurat ernannt.
Thiem starb 1908 und wurde in einem Ehrengrab auf dem Leipziger Südfriedhof bestattet. Seit 1912 ist eine Straße in Leipzig nach ihm benannt.
Sein Sohn Günther Thiem (1875–1959) führte sein Werk fort.

## Schriften
- Die Wasserversorgung der Stadt Leipzig. Vorprojekt im Auftrag des Rathes und der Stadtverordneten. Leipzig 1879.
- Das Wasserwerk der Stadt Leipzig. Erläuterungsbericht. München 1883.
- Bericht über die Wasserversorgung der Vororte der Stadt Leipzig. Bär & Hermann, Leipzig 1889.
- Bericht über die hydrologische Untersuchungen des Geländes bei Böhlitz-Ehrenberg und des westlichen Theiles des Naunhofer Staatswaldes. Bär & Hermann, Leipzig 1890.
- Erläuterungsbericht zum Projekt der Wasserversorgungsanlagen im erweiterten Stadtgebiet rechts der Pleiße. Bär & Hermann, Leipzig 1890.
- Grundwasserströme. In: Leipzig und seine Bauten. Gebhardt, Leipzig 1892, S. 21–31.
- Die Wasserversorgung. In: Leipzig und seine Bauten. Gebhardt, Leipzig 1892, S. 572–583.
- Bericht über die Vorarbeiten zur Erweiterung der Wasserversorgung der Stadt Leipzig. Leipzig 1906.
- Das Wasserwerk der Stadt Nürnberg, Project im Auftrag der beiden Gemeinde-Collegien, Leipzig 1879